# Marone
Marone é uma comuna italiana da região da Lombardia, província de Bréscia, com cerca de 3.057 habitantes. Estende-se por uma área de 22 km², tendo uma densidade populacional de 139 hab/km².

## Demografia
| Variação demográfica do município entre 1861 e 2011                               |
|                                                                                   |
| Fonte: Istituto Nazionale di Statistica (ISTAT) - Elaboração gráfica da Wikipedia |